# Rhopalosiphoninus
Genre
Rhopalosiphoninus est un genre d'insectes de l'ordre des hémiptères (les hémiptères sont caractérisés par leurs deux paires d'ailes dont l'une, en partie cornée, est transformée en hémiélytre).

## Liste d'espèces
Selon ITIS (28 sept. 2010) :
- Rhopalosiphoninus latysiphon (Davidson, 1912), le puceron des germes de la pomme de terre